# 馬里德爾 (特拉華州)
馬里德爾（英語：Marydel）是位於美國特拉華州肯特縣的一個非建制地區。該地的面積和人口皆未知。

## 地理
馬里德爾的座標為39°06′44″N 75°44′40″W / 39.11222°N 75.74444°W，而該地的平均海拔高度為17米（即56英尺）。